# Julius Smend
Pour les articles homonymes, voir Smend.
Julius Smend (né le 10 mai 1857 à Lengerich et mort le 7 juin 1930 à Münster) est un théologien allemand.

## Biographie
Julius Smend est issu de l'ancienne famille d'avocats et de théologiens Smend, qui sert de pasteur à la communauté réformée de Lengerich en Westphalie pendant trois générations consécutives aux XVIIIe et XIXe siècles. Son frère est le théologien Rudolf Smend. La pensée théologique libérale de sa famille doit avoir un effet formateur sur lui, tout comme l'amour pour la musique, en particulier pour Jean-Sébastien Bach, que lui ont transmis ses parents.
Julius Smend passe son Abitur au lycée Saint-Paul de Münster à l'âge de dix-neuf ans. Il étudie ensuite la théologie à Bonn, Halle-sur-Saale et Göttingen. À Bonn, il est membre de la fraternité Alemannia Bonn depuis 1876, avec son ami proche, l'historien Friedrich Philippi. En 1880, il commence un vicariat synodique à Paderborn. Après un vicariat de onze mois à Minden qui commence l'année suivante, il est ordonné prêtre en avril 1881 et s'installe à Bonn comme assistant prédicateur. Il y rédige également sa thèse de licence, qui a pour sujet la Cène du Seigneur. En 1885, il devient pasteur à Seelscheid, qui est alors une petite communauté agricole. En 1890, il épouse Hélène Springmann d'Osnabrück. En 1891, il devient professeur titulaire au séminaire théologique de Friedberg (de), où il est également chargé de la pastorale. Il commence maintenant à apparaître en public avec des publications plus importantes. En 1893, il est appelé à la chaire de théologie pratique de l'Université de Strasbourg. Son œuvreDie evangelischen deutschen Messen bis zu Luthers deutscher Messe, considérée comme son œuvre majeure, date de 1896. La même année, avec le liturgiste Friedrich Spitta, il fonde la Monatsschrift für Gottesdienst und kirchliche Kunst (MGkK). Tous deux fondent le mouvement liturgique ancien (de), qui tente de donner au service protestant une forme qui doit permettre une exécution appropriée d'un service dans l'esprit protestant. Son mouvement trouve sa première application pratique à l'église Saint-Thomas de Strasbourg. En 1906, le Kirchenbuch für die evangelischen Gemeinden, Bd. 1, est publié. Cela inclut également ses idées sur un caractère de culte qui doit tenir compte de l'héritage patristique, scolastique et orthodoxe et formuler le langage de la prière d'une manière plus contemporaine, mais doit aussi laisser de la place au silence. La même année, Smend prend la tête du rectorat de l'Université de Strasbourg.
En 1914, Smend devient cofondateur et premier doyen de la Faculté de théologie protestante dans sa ville natale de Münster. En 1926, il prend sa retraite à l'âge de 68 ans. Le sénat de l'église de l'Union prussienne le nomme en 1926 avec les théologiens Paul Conrad (de) (jusqu'en 1927), Georg Burghart (de) (successeur de Conrad), Karl Eger (de), Walther Wolff (de), Brand(t), Wilhelm Zoellner, Ulrich Altmann (de) et Wilhelm Haendler, à la commission qui développe un programme uniforme entre 1926 et 1930. Le projet de ceci est soumis au synode provincial en 1931 et publié pour examen dans la pratique, mais n'est jamais adopté.
Le successeur de sa chaire de théologie pratique est Wilhelm Stählin (de). Le fils de Julius Smend, Friedrich Smend, né en 1893, devient également théologien et chercheur en musique.

## Travaux (sélection)
- Kelchversagung und Kelchspendung in der abendländischen Kirche. Ein Beitrag zur Kultusgeschichte. Göttingen : Vandenhoeck & Ruprecht, 1898
- Kirchenbuch für evangelische Gemeinden.
- Die evangelischen deutschen Messen bis zu Luthers deutscher Messe. Göttingen 1896.
- Feierstunden. Kurze Betrachtungen für die Sonn- und Festtage des Kirchenjahres. Göttingen 1892. 2. Auflage 1897.
- Die politische Predigt Schleiermachers von 1806 bis 1808 : Rede zum Antritt des Rektorats der Kaiser Wilhelms-Universität Strassburg. Strassburg : Heitz, 1906.
- Vorträge und Aufsätze zur Liturgik, Hymnologie und Kirchenmusik. Gütersloh : Bertelsmann, 1925

## Documents
Les lettres de Julius Smend sont dans l'inventaire de l'éditeur de musique de Leipzig CF Peters dans les archives d'État de Leipzig (de).